# Sergi Mateu i Vives
Sergi Mateu i Vives (Sabadell, 26 de desembre de 1955) és un actor català de teatre, cinema i televisió. Es va formar a l'Institut del Teatre i a la companyia de Iago Pericot.

## Filmografia

### Cinema
- La nau (1981), de Manuel Lara.
- La ràdio folla (1986), de Francesc Bellmunt.
- Balada da Praia dos Cães (1987), de José Fonseca e Costa.
- Cronaca di una morte annunciata (1987), de Francesco Rosi.
- Laura a la ciutat dels sants (1987), de Gonzalo Herralde.
- Barcelona Connection (1988), de Miguel Iglesias.
- Estación Central (1989), de José Antonio Salgot.
- Nunca estuve en Viena (1989), d'Antonio Larreta.
- Boom boom (1990), de Rosa Vergés.
- La Huella del crimen 2: El caso de Carmen Broto (1990), de Pedro Costa.
- La teranyina (1990), d'Antoni Verdaguer.
- La viuda del capitán Estrada (1991), de José Luis Cuerda.
- El llarg hivern (1992), de Jaime Camino.
- La febre d'or (1993), de Gonzalo Herralde.
- Se paga al acto (1994), de Teresa Marcos.
- L'enfonsament del Titanic (1994), d'Antonio Chavarrías.
- Quin curs el meu tercer! (1994), d'Ignasi P. Ferré.
- Souvenir (1994), de Rosa Vergés.
- El perquè de tot plegat (1995), de Ventura Pons.
- El verí del teatre (1996), d'Orestes Lara.
- Resultado final (1998), de Juan Antonio Bardem.
- Frau Rettich, die Czerni und ich (1998), de Markus Imboden.
- Jazz (2000), de David Grau.
- School Killer (2001), de Carlos Gil.
- Face of Terror (2003), de Bryan Goeres.
- Equinoccio (2003), de Fran Estévez.
- La última mirada (2006), de Patricia Arriaga-Jordán.
- I figli strappati (2006), de Massimo Spano.
- The Lost (2007), de Bryan Goeres.
- Tarragona - Ein Paradies in Flammen (2007), de Peter Keglevic.

## Televisió
- V comme vengeance (1992).
- Secrets de família (1995).
- Periodistas (1999).
- Hospital Central (2000-2007).
- Serrallonga (2008).
- La Riera (2010)
- Altsasu (2020)[1]

## Teatre
(llista parcial)
- El censor (2004).
- La brujas de Salem (2007).
- Sent 100 (2008).
- Puig i Cadafalch, un croquis (2018)